# Leon Kasman

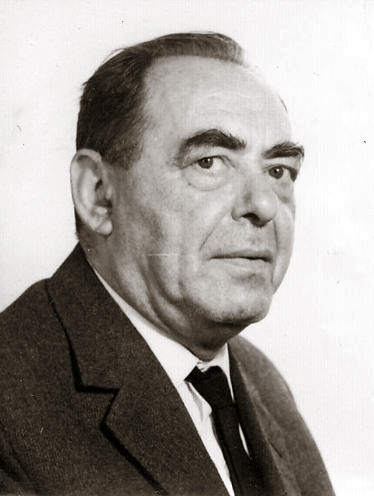
Leon Kasman (1961)

Leon Kasman (* 28. Oktober 1905 in Łódź; † 12. Juli 1984 in Warschau) war ein Politiker der Polnischen Vereinigten Arbeiterpartei PZPR (Polska Zjednoczona Partia Robotnicza) in der Volksrepublik Polen, der unter anderem zwischen 1948 und 1953 Chefredakteur der Parteizeitung Trybuna Ludu sowie 1954 bis 1956 Staatssekretär im Ministerium für Leichtindustrie war. Er war von 1957 bis 1967 abermals Chefredakteur der Trybuna Ludu sowie danach zwischen 1967 und 1968 Vizepräsident der Nationalbank NBP (Narodowy Bank Polski).

## Leben

### Parteifunktionär und Zweiter Weltkrieg
Leon Kasman, der aus einer  jüdischen Familie stammte, besuchte die Schule der Kaufmannschaft von Łódź und trat bereits 1920 als knapp Fünfzehnjähriger in den Verband der kommunistischen Jugend KMM (Komunistyczna Międzynarodówka Młodzieży) ein. 1922 wurde er wegen seiner politischen Aktivitäten erstmals festgenommen und trat kurz darauf der Kommunistische Arbeiterpartei Polens KPRP (Komunistyczna Partia Robotnicza Polski) bei. Er war Mitglied des Vorstandes des Kommunistischen Jugendverbandes in Łódź und war dort von 1927 bis 1934 auch Funktionär der nunmehrigen Kommunistische Partei Polens KPP (Komunistyczna Partia Polski). In den Jahren 1934 bis 1936 hielt er als Dozent in Moskau Vorlesungen bei Kursen der Kommunistischen Internationale und war zugleich stellvertretender Leiter der polnischen Sektion an der Internationalen Lenin-Schule in der Sowjetunion. Wegen seiner politischen Aktivitäten wurde er 1936 zu einer fünfjährigen Freiheitsstrafe verurteilt, die er zunächst in Nowy Sącz, Kielce und Tarnów verbüßte. 
Beim Ausbruch des Zweiten Weltkriegs nach dem Überfall auf Polen durch die deutsche Wehrmacht im September 1939 befand Kasman sich in Lwów und nahm nach seiner Entlassung zwischen 1941 und 1943 eine Tätigkeit als Funktionär der Kommunistischen Internationale auf. Daraufhin war er ab Juli 1943 Aktivist in einem Partisanenlager in der Weißrussischen Sozialistischen Sowjetrepublik und ab dem 8. September 1944 Chefredakteur der Trybuna Wolności. Er war zwischen Oktober 1944 und Februar 1945 Leiter der Abteilung Propaganda des Zentralkomitees (ZK) der Polnischen Arbeiterpartei PPR (Polska Partia Robotnicza), die am 5. Januar 1942 im Untergrund in Warschau gegründet wurde. Daraufhin war er von März 1945 bis Februar 1946 Leiter der Organisationsabteilung des ZK der PPR. Darüber hinaus wurde er auch Mitglied des ZK der PPR. Am 3. Mai 1945 wurde er ferner Mitglied des Nationalrates (Krajowa Rada Narodowa), dem er bis 1947 angehörte. Während dieser Zeit war er im Nationalrat Sekretär des Rechts- und Regulierungsausschusses sowie Mitglied der Ausschüsse zur Erarbeitung des Wahlgesetzentwurfs, zur Erarbeitung des Entwurfs der Regeln der Volksabstimmung sowie für Wiederaufbau.

### Chefredakteur derTrybuna Ludu, Sejm-Abgeordneter und Staatssekretär

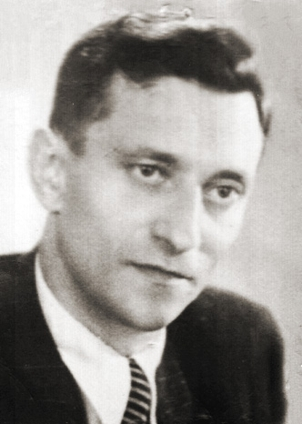
Roman Zambrowski war neben Kasman während der Zeit des Polnischen Oktober 1956 Führer der sogenannten „Pulawy“-Gruppe (Puławianie).

Nachdem Kasman zwischen 1946 und 1948 Direktor der Verlagsgenossenschaft Książ i Wiedza sowie zeitweise Vizepräsident und Präsident des Zentralen Planungsamtes (Centralny Urząd Planowania) war, wurde er erster Chefredakteur der am 13. Dezember 1948 gegründeten Parteizeitung Trybuna Ludu und behielt diese Funktion bis zu seiner Ablösung durch Władysław Matwin 1953. Auf dem I. (Gründungs-)Parteitag der Polnischen Vereinigten Arbeiterpartei PZPR (Polska Zjednoczona Partia Robotnicza) (15. bis 22. Dezember 1948) wurde er ferner Mitglied des Zentralkomitees (ZK) der PZPR und gehörte diesem Führungsgremium der Partei nach seinen Bestätigungen auf dem II. Parteitag (10. bis 17. März 1954), auf dem III. Parteitag (10. bis 19. März 1959) sowie auf dem IV. Parteitag (15. bis 20. Juni 1964) bis zum V. Parteitag (11. bis 16. November 1968) an.
Zugleich wurde er am 20. November 1952 erstmals Mitglied des Sejm und vertrat in diesem zunächst bis zum 20. November 1956 den Wahlkreis Nr. 4 Płock. In dieser ersten Legislaturperiode war er Mitglied der Ausschüsse für Verwaltung und Justiz sowie für Haushalt. Er fungierte zwischen Februar 1954 und Februar 1956 im zweiten Kabinett von Ministerpräsident Józef Cyrankiewicz als Staatssekretär im Ministerium für Leichtindustrie sowie daraufhin vom 4. Februar 1956 bis 15. Januar 1957 als Erster Stellvertretender Vorsitzender der Staatlichen Wirtschaftsplanungskommission PKPG (Państwowa Komisja Planowania Gospodarczego), deren Vorsitzender Stefan Jędrychowski war.
Während der Zeit des Polnischen Oktober 1956 war er im Machtkampf innerhalb der PZPR neben Roman Zambrowski Führer der nach einem Komplex modernistischer Mietshäuser in der Ul. Puławska 24 und 26 in Warschau benannten „Pulawy“-Gruppe (Puławianie), die hauptsächlich aus Intellektuelle und Aktivisten bestand, die im ersten Jahrzehnt Volkspolens aktiv waren. Die Puławian-Fraktion stand in Opposition zur Natolin-Fraktion um Zenon Nowak, Wiktor Kłosiewicz, Hilary Chełchowski, Aleksander Zawadzki, Władysław Kruczek, Władysław Dworakowski, Kazimierz Mijal, Franciszek Mazur, Bolesław Rumiński, Franciszek Jóźwiak und Stanisław Łapot, die gegen die Liberalisierung des kommunistischen Systems war, und die nationalistische und antisemitische Parolen proklamierte, um in der PZPR an die Macht zu kommen.

### Rückkehr alsTrybuna Luda-Chefredakteur, Wiederwahl in den Sejm und Vizepräsident der Nationalbank

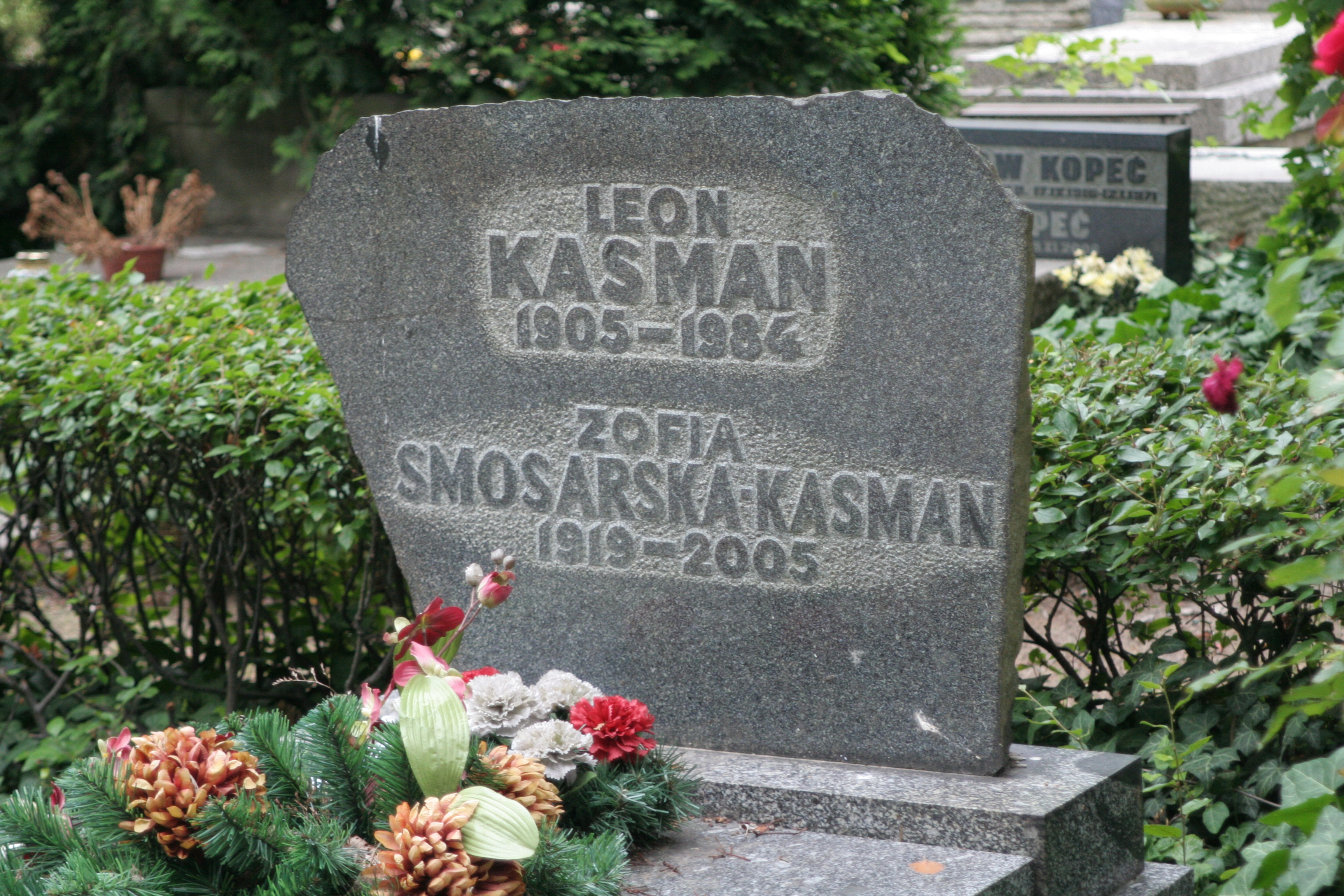
Grabstätte auf dem Warschauer Powązki-Militärfriedhof

1957 wurde Leon Kasman erneut Chefredakteur des Parteiorgans Trybuna Ludu und damit Nachfolger von Władysław Matwin, der diese Funktion von Mai bis Juli 1956 in einem Chefredaktionskollektiv mit Roman Werfel, Jerzy Morawski und Walenty Titkow geleitet hatte. Er hatte diese Funktion zehn Jahre lang bis 1967 inne und wurde daraufhin von Stanisław Mojkowski abgelöst.
Am 15. Mai 1961 wurde er für die PZPR wieder Mitglied des Sejm und vertrat in der dritten Legislaturperiode bis zum 31. März 1965 den Wahlkreis Nr. 22 Chorzów sowie in der darauf folgenden vierten Legislaturperiode zwischen dem 24. Juni 1965 und dem 29. April 1969 den Wahlkreis Nr. 35 Szczecinek. Er war in dieser Zeit zwischen Mai 1961 und April 1969 sowohl Mitglied des Präsidiums der PZPR-Fraktion als auch Mitglied des Ausschusses für Wirtschaftsplanung, Haushalt und Finanzen des Sejm. Nach Beendigung seiner Tätigkeit als Chefredakteur der Trybuna Luda wurde er 1967 Vizepräsident der Nationalbank NBP (Narodowy Bank Polski) und bekleidete diese Funktion bis zum 14. Mai 1968.
Für seine langjährigen Verdienste in der Volksrepublik Polen wurde er mehrfach ausgezeichnet und erhielt unter anderem den Orden des Banners der Arbeit (Order Sztandaru Pracy) Erster Klasse sowie den Orden des Grunwald-Kreuzes (Order Krzyża Grunwaldu) Dritter Klasse. Er war mit Zofia Smosarska-Kasman (1919–2005) verheiratet und wurde nach seinem Tode auf dem Warschauer Powązki-Militärfriedhof beigesetzt.

## Veröffentlichung
- Konflikt z Moczarem